# あこもこジョッキー
『あこもこジョッキー』は、2014年3月31日から2023年3月31日まで、青森放送ラジオで放送されていたバラエティ番組である。放送時間は毎週月曜 - 金曜 17:45 - 18:00 （日本標準時）。

## 概要
それまで同局自社製作番組の空白地帯となっていた平日17:45枠でスタートした。この時間帯での自社製作番組の放送は、生放送だった『RABニュースTODAY』以来14年ぶりとなった。

## 出演者

### パーソナリティ
最終回時点
- 青山良平
- 橋本莉奈（RABアナウンサー）

### コント出演
- 成田洋明

### 過去
⚫︎は出演当時RABアナウンサー。
- 堀葵衣⚫︎（2021年3月29日 - 2022年3月）※RAB退社に伴い降板。
- 福岡夏希（青森放送ラジオ局ラジオ制作部ディレクター）
- 長澤瑠璃子⚫︎（2014年3月31日 - 2019年6月28日）※東京支社へ異動のため降板。ただし、その後も不定期でコントに出演していた。
- 中村香音⚫︎（2019年7月1日 - 2021年3月26日）

## ディレクター

### 現在
- 是川茉耶（2017年5月 - ）

### 過去
- 田沢斉（2014年3月 - 2016年3月）
- 斉藤暢（2016年4月 - 2017年4月）

## コーナー
あこもこニュース
青山が気になった世界各国のニュースをピックアップし、根掘り葉掘り掘り下げていくコーナー。
今日のコント
青山が制作したコントを、津軽弁を交えてやり取りする。